# Туркменский национальный костюм

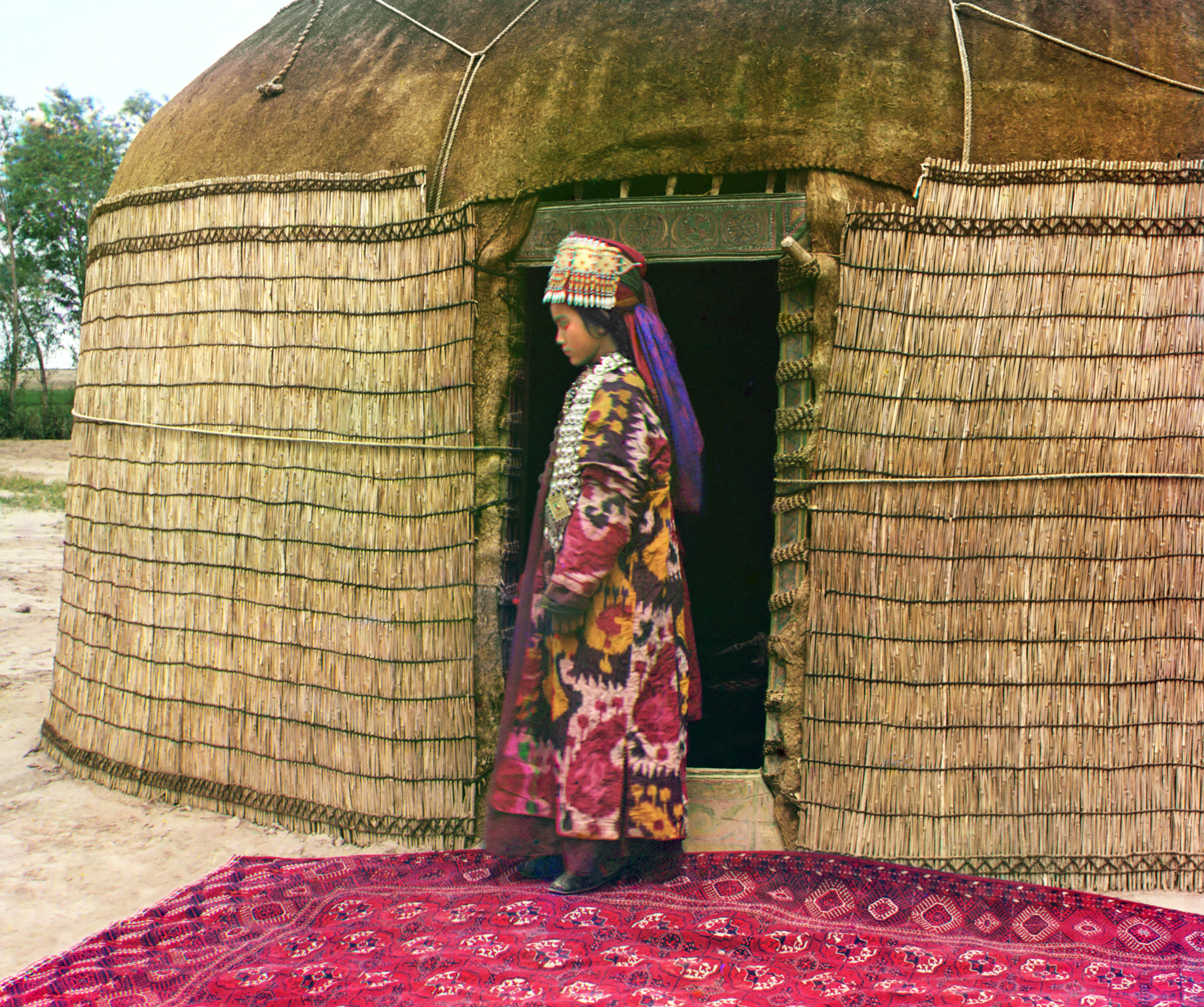
Замужняя текинка в праздничной одежде, Прокудин-Горский, 1911 год

Туркменский национальный костюм — национальное одеяние туркмен. Основные цвета — красный, чёрный, жёлтый и белый; воротники, рукава и края женской традиционной одежды украшаются вышивкой. До 1970-х годов женский национальный костюм туркмен оставался сложнейшим из иранских племенных.

## История
История появления туркменского национального костюма уходит своими корнями в глубокую древность. При исследовании изображений костюма древних хеттов, советский археолог и историк С.П.Толстов нашел в нем аналогии с туркменским национальным костюмом: 
«Я должен обратить внимание на сохранение в современной женской одежде туркмен-теке почти в неизменном виде древнего комплекса хеттской женской одежды...Если мы учтем, что массагетский этнический пласт наиболее крупную роль сыграл именно в туркменском этногенезе, а в теке мы можем видеть почти прямых потомков дахов, то это сохранение хеттского комплекса одежды у туркмен рядом с отмеченными нами хетто-фракийскими параллелями древнего хорезмийского костюма может существенно подкрепить наш тезис.» 

## Мужской костюм

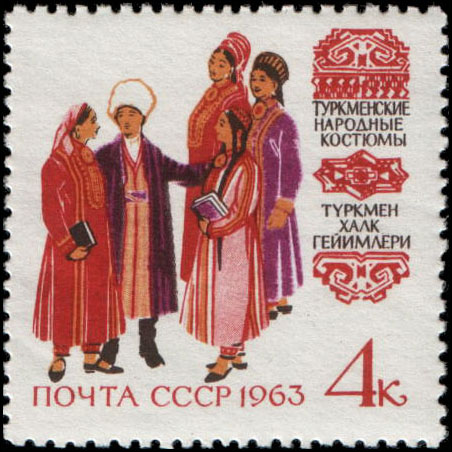
Почтовая марка СССР 1963 год. Туркменские народные костюмы

Мужской костюм с XIX века и до 1920-х годов состоял из распашной полосатой шёлковой рубахи дон с узкими рукавами, надетой поверх свободных хлопковых штанов балак, и ситцевой рубашки кёйнек, сверху дон подпоясывали кушаком. Мужской головной убор — тюбетейка бёрк, поверх которой может надеваться тюрбан или шапка из овечьей шкуры тельпек. Поверх этого костюма в жару или холод надевают верблюжий чекмень. Под высокими сапогами или мягкими туфлями для верховой езды чарик носят хлопковые портянки, сандалии чокай надевают на босу ногу. Ювелирные украшения мужчины не носили, хотя украшали коней и оружие. Такой костюм до сих пор в ходу у афганских туркмен, но в Туркменистане местные жители его не носят. Работники государственных учреждений обязаны носить тюбетейку и рубашку с длинными рукавами в любую погоду.

## Женский костюм
Женский костюм в начале XX века состоял из штанов балак, платья кёйнек с круглым вырезом (ранее из домотканного шёлка преимущественно малинового цвета, теперь из синтетических тканей) и головного убора. В дополнение к этому ансамблю в некоторых обществах было принято носить аксессуары: яшмак, пояс, курте, тёплый халат. В XIV веке на верхнюю часть платья пришивали монеты. Накидка-халат чырпы с короткими рукавами богато украшалась вышивкой. Туфли надевают на босу ногу. На голове замужние женщины носят платок с узором бута, завязывая его под подбородком, незамужние надевают тюбетейки. Хотя традиционной религией туркмен является ислам, туркменские женщины никогда не носили паранджу и чачван. Вплоть до 1970-х годов на празднества женщины надевали высокий головной убор соммак, украшенный серебряными пластинками.
Современный национальный костюм стал проще, однако при окрашивании тканей используются более яркие красители. Женщины носят много ювелирных украшений из золота и серебра: головных уборов, монист и так далее, особенно ценятся украшения племени теке.
В отличие от мужского, женский национальный костюм остаётся популярен для повседневной носки. Причиной этого выступает принуждение властей: национальное платье с вышивкой, длиной до лодыжек и с длинным рукавом — обязательная школьная форма для учениц и студенток; замужние гражданки Туркменистана обязаны при посещении государственных учреждений надевать аналогичное платье, причём оговорено, что вышивка на нём должна идти от шеи до талии; кроме того, замужние женщины должны носить закрывающий волосы платок.

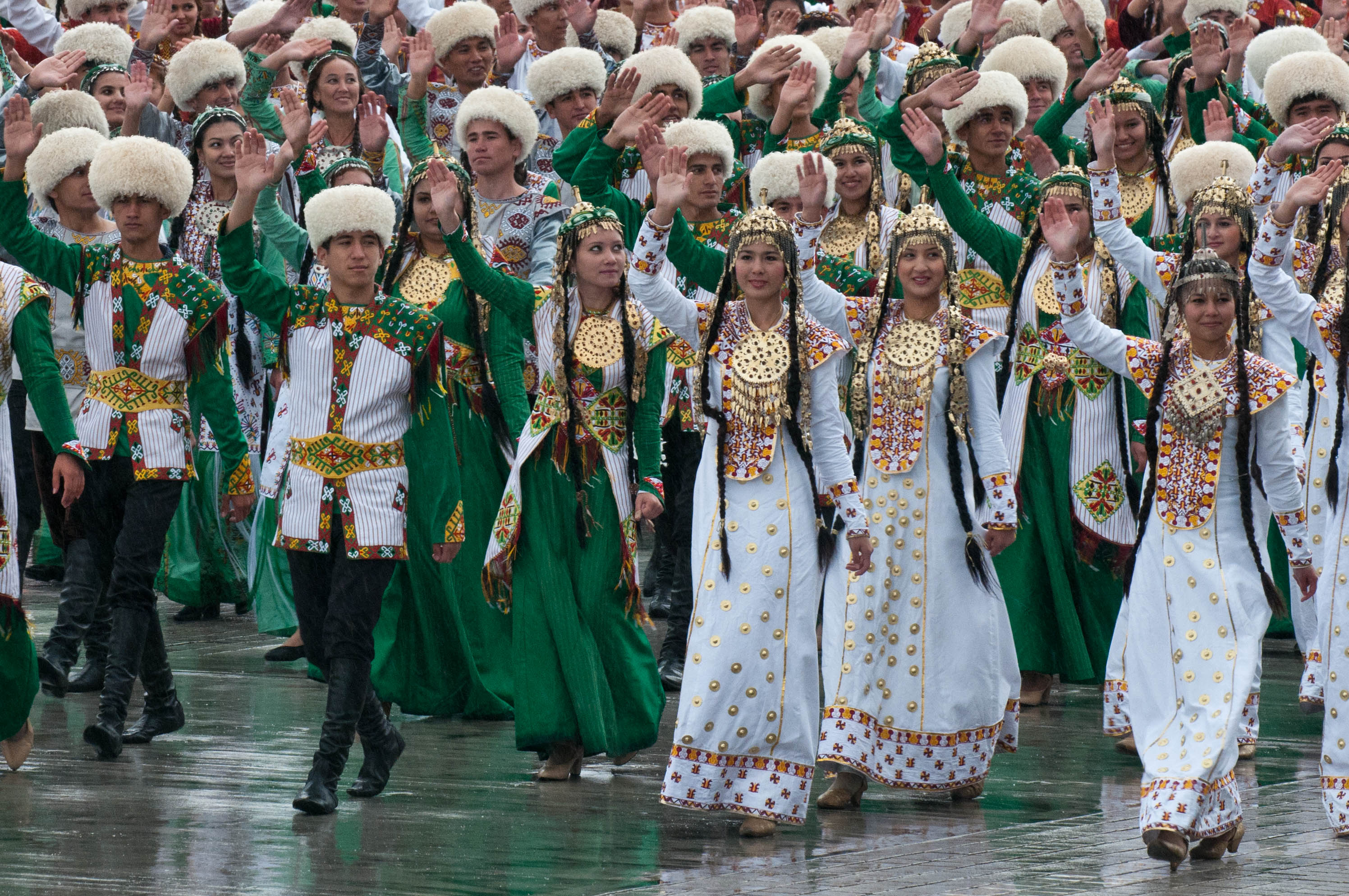
Парад на День независимости Туркменистана
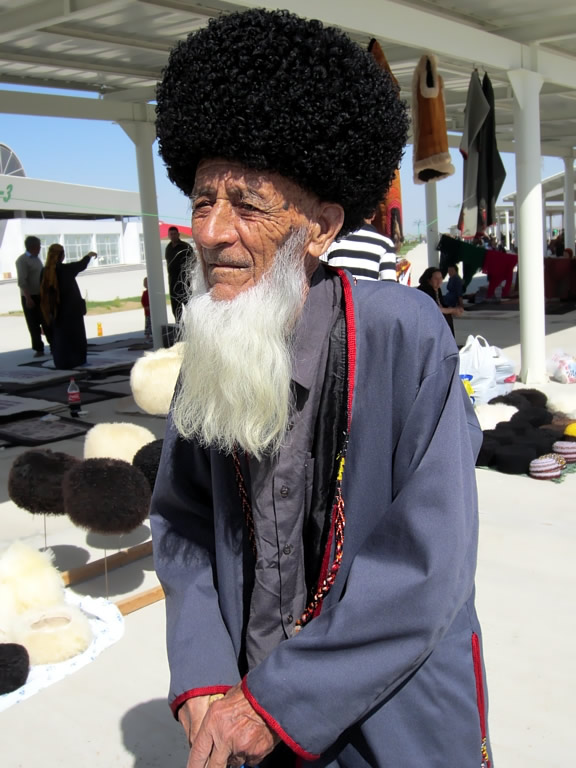
Пожилой житель Ашхабада
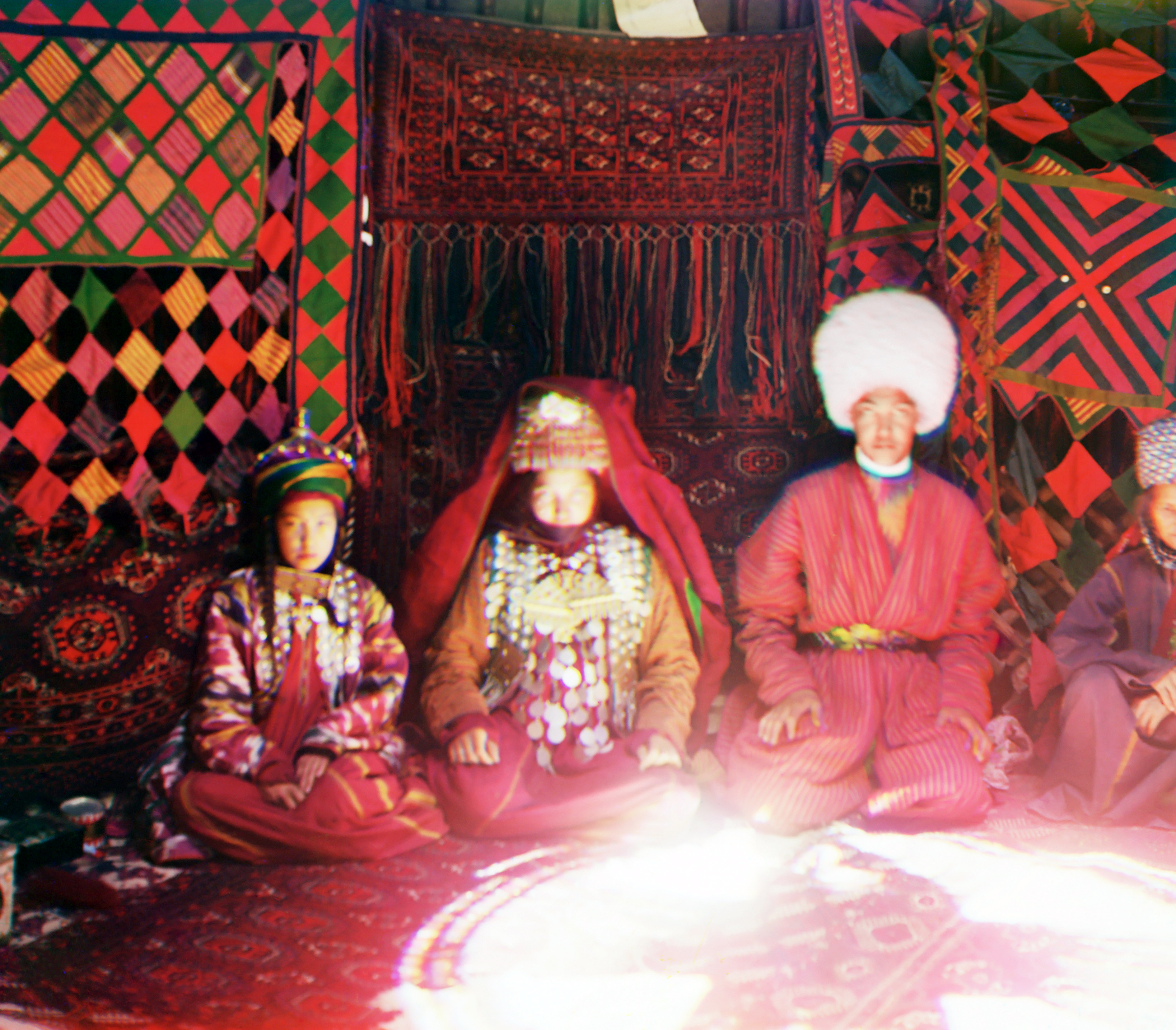
Туркмены в юрте. Фото Сергея Прокудина-Горского